# 95 ق هـ
95 ق هـ هي السنة الخامسة والتسعون السابقة للهجرة النبوية، وهي توافق ما بين سنتي 529 و530 حسب التقويم الميلادي، أي أنها بدأت في سنة 529م وانتهت في سنة 530م.